# Marosszentkirály község
Marosszentkirály község (románul: Comuna Sâncraiu de Mureș) község Maros megyében, Romániában. Központja Marosszentkirály, hozzá tartozik Náznánfalva.

## Népessége
A 2011-es népszámlálás adatai alapján a község népessége 7489 fő volt.
| · Marosszentkirály község nemzetiségi összetétele 2021-ben Román (67,46%) Magyar (21,20%) Cigány (2,20%) Ismeretlen (8,85%) Egyéb (0,29000000000001%) | · Marosszentkirály község felekezeti összetétele 2021-ben Ortodox (58,17%) Református (14,74%) Római katolikus (4,30%) Adventista (3,91%) Pünkösdista (2,12%) Görög katolikus (1,10%) Ismeretlen (11,13%) Egyéb (4,53%) |